# Banksia attenuata
Banksia attenuata is een plant, uit de familie Proteaceae, die voorkomt in het zuidwesten van West-Australië. Hij heeft vaak de vorm van een boom, die een hoogte van 10 meter bereikt, maar is in de drogere gebieden een struik van 0,4 tot 2 m hoog. Hij heeft lange, smalle getande blaadjes een heldere gele bloemaren, die verschijnen in het voorjaar en de zomer. Hij komt voor in een groot deel van het zuidwesten van West-Australië, noordelijk vanaf het nationaal park Kalbarri naar het zuiden tot kaap Leeuwin en verder naar het oosten tot het nationaal park Fitzgerald River.
... · 
B. aemula · 
B. attenuata · 
B. baxteri · 
B. brownii · 
B. canei · 
B. ericifolia · 
B. integrifolia · 
B. marginata · 
B. prionotes · 
B. serrata · 
B. sphaerocarpa · 
B. verticillata · 
...